# Gottfried Semper
Pour les articles homonymes, voir Semper.

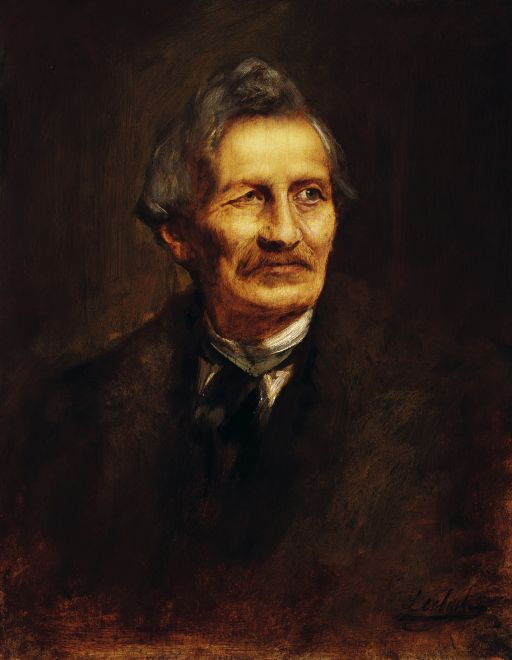
Gottfried Semper
Portrait par Franz von Lenbach (1879).

Gottfried Semper, né le 28 novembre 1803 à Hambourg (Saint-Empire) et mort le 15 mai 1879 à Rome (Italie), est un architecte et professeur d'architecture allemand.

## Biographie
Il entreprit de nombreux voyages, dont un en Italie avec Ernst Hähnel. Il utilisait avec parcimonie les formes de construction historiques et travaillait sur le modèle des proportions harmonieuses de l'architecture italienne de la Renaissance.
Durant sa période à Dresde (1834–1849), il est un professeur autoritaire mais aussi un architecte considéré révolutionnaire mais controversé, ce qui va le contraindre à fuir à Paris (en 1826) où il va reprendre son discours sur la polychromie.
Il publie Der Stil en 1860. Pour Semper, l'art est d'abord une technique appliquée à un matériau pour l'accomplissement d'une fonction. Il est par ailleurs le premier à étudier l'art primitif en tant que tel, notamment en se penchant sur le cas d'un village māori et d'une hutte cérémonielle Carib. C'est une perspective évolutionniste qu'il développe par le biais d'une histoire comparée des styles, sans pour autant se réduire à une recherche des origines de la représentation artistique. Selon lui, chaque style n'est pas le témoin d'une évolution culturelle (« on ne trouve pas d'enfance dans les styles »), mais synthétise plutôt des techniques soumises à l'évolution et certaines formes mentales que toute représentation suppose. Semper veut associer les aspects techniques et constructifs à l'aspect artistique, tentant de rendre l'art et la technique indissociables. Il considère en outre la « parure » ou l'habillage comme nécessaire, car la forme doit se manifester comme un symbole signifiant et comme une création humaine autonome. Il souligne ainsi deux aspects de la forme architecturale que sont la forme constructive et la forme symbolique, lesquelles sont pour lui indissociables et doivent s'exprimer à travers la façade.
Il traite la polychromie dans la sculpture et ensuite dans l’architecture. Ses pensées sont opposées à celles de Viollet-Le-Duc. Il considère que la couleur est un ajout ornemental qui possède une qualité narrative lorsqu’il s’associe au dessin. Le tissage et le textile sont des revêtements. 
L'opposition entre Hegel et Semper va délimiter tout un espace de pensée au XIXe siècle.
Mort à Rome il est enterré au cimetière du Testaccio.

## «Antiquité multicolore», les sources archéologiques et ethnographiques de Semper
Les écrits de Semper prouvent sa connaissance de l'encyclopédie et démontrent une vision unique en termes d'art, d'archéologie et d'ethnologie. Il dépeint de manière originale L’antiquité et plus généralement l’histoire culturelle. Dans son écrit Le Style de Gottfried Semper. Une esthétique globale ? Céline Trautmann-Waller qualifie cette vision « d’Antiquité multicolore » faisant référence au débat sur la polychromie.
Dans la biographie de Semper, Harry Francis Mallgrave met en évidence de nombreux ouvrages qui ont fortement influencé et inspiré sa pensée. Lorsqu’il étudie de 1823 à 1825 à Göttingen, Semper a notamment suivi un cours avec l’archéologue Karl Otfried Müller et l’historien Arnold Hermann Ludwig Heeren. Müller transmit énormément d’éléments à Semper sur l’antiquité, la mythologie et la religion grecque, la technique des formes et des objets de l’art antique. Heeren lui s’intéressait plus à l’histoire économique et à l’histoire européenne, notamment celle des transports et du commerce.
Par la suite Semper travailla dans l’atelier d’architecture de Franz Christian Gau à Paris en 1826 ou il apprit sur l’antiquité égyptienne, surtout au travers de son ouvrage majeur “ Antiquités de la Nubie ou Monumens inédits des bords du Nil ”.
Pour terminer, Semper pris connaissance des publications de Paul-Émile Botta et de Austen Henry Layard qui changèrent profondément les questions de chronologie des civilisations antiques. Layard pour sa part transmit à Semper son savoir sur l’archéologie et les excavations assyriennes qu’il fit en Mésopotamie. Quant à Botta, Semper ne prit pas seulement connaissance de ces publications mais il put aussi étudier les monuments de près que Botta avait rapportés de Khorsabad au musée du Louvre.

## Théorie de la cabane primitive
La théorie de la cabane primitive de Marc-Antoine Laugier fait appel au rationalisme du siècle des lumières. Il tente de sauver l’essence vitruvienne dans son Essai sur l’architecture.
Cette théorie détermine les fondements et les origines de l’architecture. Elle serait née d’un besoin primaire de se protéger, ce qui aurait mené les hommes à s’abriter sous un arbre. L’arbre n’étant pas assez efficace contre les intempéries, ils se seraient déplacés dans les grottes. Les grottes étant trop insalubres pour y vivre, ils auraient commencé à manipuler la nature en érigeant quatre troncs d’arbre et en comblant l’espace entre ces troncs par un élément secondaire. 

## Émergence d'une nouvelle classe
Die Vier Elemente der Baukunst (1851)
Cette théorie de Semper est fondée sur ses quatre éléments et est en opposition avec celle de Laugier et ses quatre colonnes d’arbres. Il prétend ne reconnaître aucune hiérarchie explicite entre ces éléments. 
Ces quatre éléments sont : le foyer, représenté par la métallurgie. La terrasse, représentée par la maçonnerie. Le toit, représenté par la charpente. Et la clôture représentée par le tressage. Ils travaillent ensemble pour protéger le foyer qui est un lieu de rassemblement.
Semper prétend que la théorie de Vitruve à induit Laugier en erreur et que Laugier ne l’a pas comprise dans le bon sens. Sa propre théorique serait « la théorique parfaite » du fait de la démarche empirique utilisée. Il s’inspire tout de même de la théorie de Vitruve et la développe. 
Der Stil (1860-1862), un manuel de projet
Dans ce livre, Semper traite la technique et la tectonique liées à l’art et le design. On y retrouve ses quatre éléments. Cet ouvrage est un aboutissement à sa réflexion sur le principe de revêtement. 
La volonté de Semper est de montrer diverses techniques de projet contemporain. Il développe plusieurs réflexions et techniques philosophiques pour orienter les designers dans leurs projets. 
Quatre nouveaux concepts interdépendants vont émerger de ce livre :
1.     Grundformen – Formes basiques
Ce concept représente les constructions de base faites avec des formes simples avec un fort degré de vérité constructive. 
2.     Stoffstil – Le style de la matière
Il dénote un certain déterminisme matériel pseudo-lodolien, mais sa volonté d’imitation vitruvienne le libère de ce rigorisme. 
3.     Stoffwechsel – Transformation de la matière
C’est une réinterprétation de la forme basique. Réinterprétation d’un motif ou d’un ornement dans un nouveau matériau qui prend une trace de l’ancien. Il est conservé sous sa forme évolutive et ne cherche pas à imiter. La nouvelle forme peut contenir l’empreinte de l’ancien matériau.  
4.     Hohlkörpertechnik – Construction à corps creux
Se base sur une technique hypothétique de l’antiquité grecque pour concilier l’émergence de sa nouvelle technique constructive et sa théorie. 

## Certaines de ses œuvres
- Dresde
  - Théâtre de la cour royale de Dresde (Hoftheater) (qui deviendra le Semperoper) – 1838-1841 (détruit par un incendie en 1869)
  - Villa Rosa - 1839 (détruite pendant la Seconde Guerre mondiale)
  - Synagogue Semper - 1839-1840 (détruite par les nazis le 9 novembre 1938 - Kristallnacht )
  - Palais Oppenheim – 1845-1848
  - Galerie Semper ( Dresde Gemäldegalerie ) – 1847-1855
  - Semperoper de Dresde, Opéra qu'il a construit et qui porte son nom. – 1871-1878
- Zürich
  - Hôtel de ville - 1858 (seul concept pour la compétition; non construit)
  - École polytechnique, ( ETH Zurich ) (bâtiment principal)– 1858-1864
  - Observatoire - 1861-1864
- Winterthour
  - Hôtel de ville – 1865-1869
- Vienne
  - Théâtre municipal ( Burgtheater ) – 1873 - 1888
  - Musée d'histoire de l'art ( Kunsthistorisches Museum ) (1872–1881, terminé en 1889)
  - Musée d'histoire naturelle ( Naturhistorisches Museum ) (1872–1881, terminé en 1891)